# 宮崎県道217号早日渡停車場線
宮崎県道217号早日渡停車場線（みやざきけんどう217ごう はやひとていしゃじょうせん）は、宮崎県延岡市を通る、かつて存在した一般県道である。

## 概要

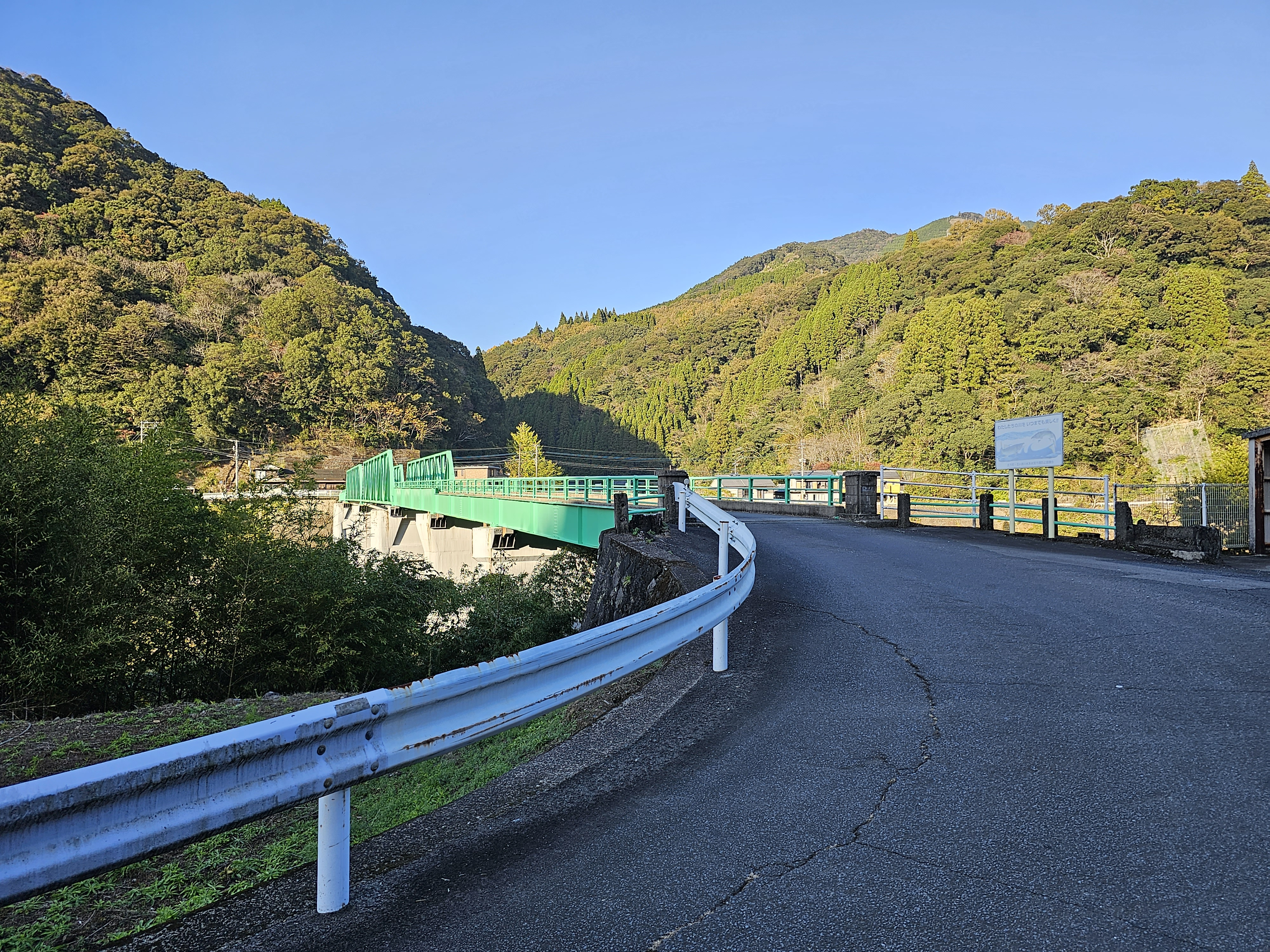
本路線の大部分を占めていた早日渡橋（早日渡駅跡側から撮影、2023年）

北方町早日渡に所在していた高千穂鉄道の早日渡駅と宮崎県道237号北方高千穂線（国道218号旧道）を結ぶ路線として認定されていた。2007年に高千穂鉄道（延岡駅 - 槙峰駅間）が廃線となり県道の認定要件を満たさなくなったため、県は延岡市と市道移管について協議を進めていたが、県が本路線の大部分を占める早日渡橋の橋梁補修工事を行うことを条件に延岡市の合意が得られ、2022年度に工事が完了したことから、2023年3月31日に廃止された。

## 路線データ
- 起点：延岡市北方町早日渡（旧高千穂鉄道 早日渡駅）
- 終点：延岡市北方町八峡（宮崎県道237号北方高千穂線交点）
- 延長：149.7 m[1]

## 歴史
- 1959年（昭和34年）6月1日 - 宮崎県告示第226号により宮崎県道早日渡停車場線（一般県道）として路線認定がなされる。当時の整理番号は42だった[4]（早日渡停車場 - 二級国道熊本延岡線交点間）。
- 1972年（昭和47年）11月 - 宮崎県道217号早日渡停車場線（一般県道）となる。
- 2007年（平成19年）9月6日 - 早日渡駅の廃止により、路線認定の要件を満たさない状態となる[1]。
- 2022年度（令和4年度） - 延岡市道への移管条件であった、早日渡橋の橋梁補修工事が県施行により完了する[3]。
- 2023年（令和5年）3月31日 - 宮崎県告示第248号により路線廃止[2]。